# Apsilus
Apsilus és un gènere de peixos de la família dels lutjànids i de l'ordre dels perciformes.

## Taxonomia
- Apsilus dentatus (Guichenot, 1853)[2]
- Apsilus fuscus (Valenciennes, 1830)[3][4][5][6][7][8][9][10]